# Home Assistant
Home Assistant es un software gratuito y de código abierto utilizado para la automatización del hogar (domótica). Sirve como plataforma de integración y centro de control del hogar inteligente, permitiendo a los usuarios controlar dispositivos domésticos inteligentes. El software hace hincapié en el control local y la privacidad y está diseñado para ser independiente de cualquier ecosistema específico de Internet de las Cosas (IoT) Se puede acceder a su interfaz a través de una interfaz de usuario basada en web, mediante el uso de aplicaciones complementarias para Android e iOS, o mediante comandos de voz a través de un asistente virtual compatible, como Google Assistant, Amazon Alexa, Apple Siri y el propio «Assist» de Home Assistant (un asistente de voz local integrado) que utiliza lenguaje natural.
La aplicación de software Home Assistant se ejecuta comúnmente en un dispositivo informático con «sistema operativo Home Assistant», que actuará como un sistema de control central para la automatización del hogar (comúnmente denominado hub/pasarela/puente/controlador de hogar inteligente), que tiene el propósito de controlar dispositivos tecnológicos de conectividad IoT, software, aplicaciones y servicios de terceros a través de componentes de integración modulares, incluyendo componentes de integración nativos para protocolos y estándares de comunicación por cable o inalámbricos comunes para productos IoT, como Bluetooth, Zigbee, Z-Wave, EnOcean y Thread/Matter (utilizados para crear redes locales de área personal o conexiones ad hoc directas con pequeños dispositivos domésticos inteligentes utilizando radios digitales de baja potencia), o dispositivos conectados a Wi-Fi y Ethernet en una red doméstica / red de área local (LAN). 
El Asistente Domiciliario como tal, admite el control de dispositivos y servicios conectados a través de ecosistemas abiertos y propietarios o de concentradores/pasarelas/puentes comerciales para el hogar inteligente, siempre que proporcionen acceso público a través de algún tipo de API abierta o interfaz MQTT para permitir la integración de terceros a través de la red de área local o de Internet, lo que incluye integraciones para Alexa Smart Home ( Amazon Echo) y Google Nest (Google Home).
La información de todos los dispositivos y sus atributos (entidades) que ve la aplicación puede utilizarse y controlarse mediante automatización o script utilizando programación o subrutinas (incluidos «planos» preconfigurados), por ejemplo, para controlar la iluminación, la climatización, los sistemas de entretenimiento y los electrodomésticos inteligentes. 